# Brissago-Valtravaglia
Brissago-Valtravaglia là một đô thị ở tỉnh Varese trong vùng Lombardia, có cự ly khoảng 60 km về phía tây bắc của Milano và khoảng 15 km về phía tây bắc của Varese. Tại thời điểm ngày 31 tháng 12 năm 2004, đô thị này có dân số 1.193 người và diện tích là 6,3 km².
Đô thị Brissago-Valtravaglia có các frazioni (đơn vị trực thuộc, chủ yếu là các làng) Roggiano, Novello, Motto superiore, và Motto Inferiore.
Brissago-Valtravaglia giáp các đô thị: Brezzo di Bedero, Duno, Germignaga, Luino, Mesenzana, Montegrino Valtravaglia, Porto Valtravaglia.